# Nanalcyon
Nanalcyon is een geslacht van neteldieren uit de klasse van de Anthozoa (bloemdieren).

## Soort
- Nanalcyon sagamiense Imahara, 2013